# ROHDA
El Recht Op Het Doel Af, més conegut per les inicials ROHDA, és un club de corfbol d'Amsterdam (Països Baixos) fundat l'any 122. Ha guanyat 4 vegades la Copa d'Europa.

## Palmarès
- 4 Copes d'Europa: 2 a l'aire lliure (1972 i 1983) i 2 en pista coberta: (1986, 1995[2])